# Radball-Weltcup 2023
Der Radball-Weltcup 2023 war die 21. Austragung des von der UCI veranstalteten Radball-Weltcups. Die Turnier-Serie begann am 12. Februar und endete am 25. November mit dem Weltcup-Finale in Zlín, wo Patrick Schnetzer und Stefan Feurstein vom RV Dornbirn ihre Siegesserie aus den Vorjahren fortsetzten.

## Modus
Für den Weltcup qualifizierten sich je drei Teams aus den vier besten Nationen der letzten Weltmeisterschaft und zwei Teams aus der fünftplatzierten Nation. Aus allen weiteren Ländern war maximal ein Team teilnahmeberechtigt. Hinzu kamen noch die Teams, welche mit einer Wildcard des Veranstalters teilnehmen konnten.
Die meisten Spielorte wurden erst Ende Februar bekanntgemacht, wobei eine Runde in Berlin vorgesehen war, die letztlich nicht stattfand. Erstmals seit fünf Jahren fand wieder eine Weltcupturnier in Asien statt. Belgische Mannschaften waren erstmals in der über 20-jährigen Geschichte des Weltcups nicht beteiligt.

## Turnier-Übersicht
| Turnier    | Austragungsort | Datum         | Gewinner      | Zweiter        | Dritter        |
| ---------- | -------------- | ------------- | ------------- | -------------- | -------------- |
| 1. Turnier | Kobe           | 12. Februar   | RS Altdorf    | VC Darmstadt   | RSV Osaka 1    |
| 2. Turnier | Sangerhausen   | 15. April     | RV Dornbirn 1 | RSC Schiefbahn | RV Obernfeld   |
| 3. Turnier | Dornbirn       | 24. Juni      | RMC Stein     | RV Dornbirn 1  | RV Obernfeld   |
| 4. Turnier | Hähnlein       | 2. September  | RV Dornbirn 1 | TJ Sokol Zlín  | RSC Schiefbahn |
| 5. Turnier | Ginsheim       | 23. September | RMC Stein     | RV Dornbirn 1  | RSC Schiefbahn |
| 6. Turnier | St. Gallen     | 14. Oktober   | RMC Stein     | RKV Denkendorf | RMV Mosnang    |
| Finale     | Zlín           | 25. November  | RV Dornbirn 1 | RSC Schiefbahn | RMC Stein      |

## Punktestand
Für jedes Weltcupturnier wurden Weltcuppunkte vergeben. Nach den ersten sechs Turnieren wurden die Punkte jedes Teams addiert, und die acht Teams mit den meisten Punkten gelangten ins Finale. Ebenfalls im Finale spielte ein Team aus Asien und das Heimteam (Wildcard) des Veranstalters.
| Rang   | 1  | 2  | 3  | 4  | 5  | 6  | 7  | 8  | 9  | 10 |
| Punkte | 50 | 45 | 40 | 35 | 30 | 25 | 20 | 18 | 16 | 14 |

Der Punktestand entschied nur darüber, welche Teams ins Finale gelangten. Dort hatten jedoch alle Teams die Chance auf den Gesamtsieg.
Die mit gelb hinterlegten Teams waren fürs Finale qualifiziert. Rechts sind die Ränge bei den einzelnen Turnieren dargestellt. Für jedes Team zählten die drei besten Resultate.
| Rang | Team             | Spieler                | Spieler             | Punkte | Japan          | Deutschland    | Osterreich     | Deutschland    | Deutschland    | Schweiz        |
| ---- | ---------------- | ---------------------- | ------------------- | ------ | -------------- | -------------- | -------------- | -------------- | -------------- | -------------- |
| 1    | RMC Stein        | Gerhard Mlady          | Bernd Mlady         | 150    | –              | –              | Goldmedaille   | –              | Goldmedaille   | Goldmedaille   |
| 2    | RV Dornbirn 1    | Patrick Schnetzer      | Stefan Feurstein    | 145    | –              | Goldmedaille   | Silbermedaille | Goldmedaille   | Silbermedaille | –              |
| 3    | RSC Schiefbahn   | Sven Holland-Moritz    | Marius Hermanns     | 125    | –              | Silbermedaille | –              | Bronzemedaille | Bronzemedaille | –              |
| 4    | RV Obernfeld     | André Kopp             | Raphael Kopp        | 115    | –              | Bronzemedaille | Bronzemedaille | 4              | –              | –              |
| 5    | RS Altdorf       | Timon Fröhlich         | Yannick Fröhlich    | 115    | Goldmedaille   | 4              | –              | –              | 5              | 5              |
| 6    | TJ Sokol Zlín    | Tomáš Horák            | Radek Adam          | 90     | –              | 6              | 7              | Silbermedaille | –              | –              |
| 7    | VC Dorlisheim    | Quentin Seyfried       | Mathias Seyfried    | 90     | –              | 7              | 4              | 5              | –              | 6              |
| 8    | RMV Mosnang      | Björn Vogel            | Rafael Artho        | 85     | –              | 8              | 6              | –              | 7              | Bronzemedaille |
| 9    | SC Svitávka      | Jiří Hrdlička          | Jan Kripner         | 81     | –              | 5              | –              | –              | 9              | 4              |
| 10   | RC Winterthur    | Roman Baumann          | Tim Russenberger    | 66     | –              | –              | 5              | 8              | –              | 8              |
| 11   | MO Svitávka      | Jiří Hrdlička jun.     | Roman Staněk        | 57     | –              | –              | 8              | –              | 6              | 10             |
| 12   | RV Sulz          | Kevin Bachmann         | Michael Welte       | 50     | –              | 9              | –              | –              | 8              | 9              |
| 13   | VC Darmstadt     | Markus Dörr            | Luca Kovacevic      | 45     | Silbermedaille | –              | –              | –              | –              | –              |
| 14   | RKV Denkendorf   | Valenthin Notheis      | Felix Weinert       | 45     | –              | –              | –              | –              | –              | Silbermedaille |
| 15   | RSV Osaka 2      | Tokuhiro Noboru        | Uramoto Taiga       | 44     | 5              | –              | –              | 10             | –              | –              |
| 16   | RSV Osaka 1      | Yusuke Murakami        | Yuma Takahashi      | 40     | Bronzemedaille | –              | –              | –              | –              | –              |
| 17   | RV Dornbirn 3    | Markus Bröll           | Mathias Burtscher   | 36     | –              | –              | 9              | –              | –              | 7              |
| 18   | Tachikawa CSC 1  | Ko Matsudo             | Riku Akatsu         | 35     | 4              | –              | –              | –              | –              | –              |
| 19   | RSG Ginsheim     | Roman Müller           | Jens Krichbaum      | 35     | –              | –              | –              | –              | 4              | –              |
| 20   | RV Dornbirn 2    | Pascal Fontain         | Patrick Köck        | 34     | –              | –              | 10             | 7              | –              | –              |
| 21   | Flying Gravity   | Wing Tai Ho            | Ka Kin Kenny Chan   | 34     | 7              | –              | –              | –              | 10             | –              |
| 22   | Starbicycle Nara | Masaya Minohara        | Toma Yamagata       | 25     | 6              | –              | –              | –              | –              | –              |
| 23   | TJ Start Plzeň   | Ondřej Kydlíček        | Josef Reindl        | 25     | –              | –              | –              | 6              | –              | –              |
| 24   | Tachkawa CSC 2   | Ken Hirano             | Hideki Yasui        | 18     | 8              | –              | –              | –              | –              | –              |
| 25   | SCAA One Wheel   | Chun To Jacky Chui     | Wing Sun Mak        | 16     | 9              | –              | –              | –              | –              | –              |
| 26   | RSV Hähnlein     | Loris Conrath          | Marvin Conrath      | 16     | –              | –              | –              | 9              | –              | –              |
| 27   | RSV Sangerhausen | Eric Haedicke          | Leon Gebser         | 14     | –              | 10             | –              | –              | –              | –              |
| 28   | Johor Bahru      | Ibra Izuan Bin Ibrahim | Abas Abu Bin Nordin | 14     | 10             | –              | –              | –              | –              | –              |

## Weltcup-Finale
Die Wildcard im Finale erhielt das heimische Zweit-Team des TJ Sokol Zlín. Vertreter Asiens war der RSV Osaka als beste Mannschaft des Turniers in Kobe.
Die zehn Teams wurden in zwei Fünfer-Gruppen unterteilt, innerhalb derer jeder gegen jeden spielte. Danach spielten die Fünftplatzierten der beiden Gruppen um Rang 9 und 10, die beiden Viertplatzierten um Rang 7 und 8 und die beiden Drittplatzierten um Rang 5 und 6. Die Sieger der beiden Gruppen spielten im Halbfinale gegen den Zweitplatzierten der anderen Gruppe um einen Finalplatz. Die Verlierer der beiden Halbfinale spielten um Rang 3 und 4 und die beiden Gewinner um den Weltcup-Gesamtsieg.

### Vorrunde

#### Gruppe 1
RV Obernfeld konnte aufgrund einer Verletzung André Kopps nicht antreten. Die Spiele wurden jeweils 5:0 für den Gegner gewertet.
| Rang | Team            | STE    | MOS   | ZL1   | OSA    | OBE   | S | U | N | Tore  | Punkte |
| ---- | --------------- | ------ | ----- | ----- | ------ | ----- | - | - | - | ----- | ------ |
| 1    | RMC Stein       |        | 7 : 1 | 8 : 2 | 10 : 1 | 5 : 0 | 4 | 0 | 0 | 30:4  | 12     |
| 2    | RMV Mosnang     | 1 : 7  |       | 3 : 2 | 8 : 1  | 5 : 0 | 3 | 0 | 1 | 17:10 | 9      |
| 3    | TJ Sokol Zlín 1 | 2 : 8  | 2 : 3 |       | 7 : 1  | 5 : 0 | 2 | 0 | 2 | 16:12 | 6      |
| 4    | RSV Osaka       | 1 : 10 | 1 : 8 | 1 : 7 |        | 5 : 0 | 1 | 0 | 3 | 8:25  | 3      |
| 5    | RV Obernfeld    | 0 : 5  | 0 : 5 | 0 : 5 | 0 : 5  |       | 0 | 0 | 4 | 0:20  | 0      |

#### Gruppe 2
| Rang | Team            | SCH   | DO1   | DOL   | ALT   | ZL2   | S | U | N | Tore  | Punkte |
| ---- | --------------- | ----- | ----- | ----- | ----- | ----- | - | - | - | ----- | ------ |
| 1    | RSC Schiefbahn  |       | 6 : 4 | 5 : 2 | 6 : 4 | 8 : 0 | 4 | 0 | 0 | 25:10 | 12     |
| 2    | RV Dornbirn 1   | 4 : 6 |       | 4 : 3 | 9 : 6 | 8 : 4 | 3 | 0 | 1 | 25:19 | 9      |
| 3    | VC Dorlisheim   | 2 : 5 | 3 : 4 |       | 2 : 1 | 1 : 1 | 1 | 1 | 2 | 8:11  | 4      |
| 4    | RS Altdorf      | 4 : 6 | 6 : 9 | 1 : 2 |       | 6 : 2 | 1 | 0 | 3 | 17:19 | 3      |
| 5    | TJ Sokol Zlín 2 | 0 : 8 | 4 : 8 | 1 : 1 | 2 : 6 |       | 0 | 1 | 3 | 7:23  | 1      |

### Finalrunde
| 1. Halbfinale           |   |                 |          |
| RMC Stein               | – | RV Dornbirn 1   | 4 : 6    |
| 2. Halbfinale           |   |                 |          |
| RMC Mosnang             | – | RSC Schiefbahn  | 3 : 4    |
| Spiel um Platz 9 und 10 |   |                 |          |
| RV Obernfeld            | – | TJ Sokol Zlín 2 | kampflos |
| Spiel um Platz 7 und 8  |   |                 |          |
| RSV Osaka               | – | RS Altdorf      | 2 : 6    |
| Spiel um Platz 5 und 6  |   |                 |          |
| TJ Sokol Zlín 2         | – | VC Dorlisheim   | 4 : 5    |
| Spiel um Platz 3 und 4  |   |                 |          |
| RMC Stein               | – | RMC Mosnang     | 10 : 3   |
| Finale                  |   |                 |          |
| RV Dornbirn 1           | – | RSC Schiefbahn  | 4 : 3    |

### Endstand
| Rang           | Team            | Spieler             | Spieler          |
| -------------- | --------------- | ------------------- | ---------------- |
| Goldmedaille   | RV Dornbirn 1   | Patrick Schnetzer   | Stefan Feurstein |
| Silbermedaille | RSC Schiefbahn  | Sven Holland-Moritz | Marius Hermanns  |
| Bronzemedaille | RMC Stein       | Gerhard Mlady       | Bernd Mlady      |
| 4              | RMV Mosnang     | Björn Vogel         | Rafael Artho     |
| 5              | VC Dorlisheim   | Quentin Seyfried    | Mathias Seyfried |
| 6              | TJ Sokol Zlín 1 | Tomáš Horák         | Radek Adam       |
| 7              | RS Altdorf      | Timon Fröhlich      | Yannick Fröhlich |
| 8              | RSV Osaka       | Yusuke Murakami     | Yuma Takahashi   |
| 9              | TJ Sokol Zlín 2 | Ludvík Písek        | Vojtěch Baxa     |
| 10             | RV Obernfeld    | André Kopp          | Raphael Kopp     |